# Cefiximă
Cefixima este un antibiotic din clasa cefalosporinelor de generația a treia, utilizat în tratamentul unor infecții bacteriene. Este utilizată în tratamentul otitei medii acute, infecțiilor de tract urinar, pneumoniei, faringitei streptococice (în special recidivantă și/sau cronică), gonoreei și bolii Lyme. Calea de administrare disponibilă este orală.
Se află pe lista medicamentelor esențiale ale Organizației Mondiale a Sănătății.

## Reacții adverse
Printre reacțiile adverse se numără diareea, durerile abdominale și greața. Foarte rar, se poate instala o diaree cu colită pseudomembranoasă, din cauza infectării cu Clostridium difficile.